# Bernd Sobeck
Bernd Sobeck (* 6. März 1943; † 5. September 2024) war ein deutscher Fußballspieler und Sohn des Altinternationalen Hanne Sobek.

## Karriere
Sobeck begann im Alter von zehn Jahren in der Jugendabteilung von Tennis Borussia Berlin mit dem Fußballspielen. Im Alter von 19 Jahren rückte er in die Erste Mannschaft auf, der er von 1962 bis 1968 angehörte. Vom 25. August 1963 (2. Spieltag) bis zum 10. Mai 1964 (27. Spieltag) bestritt er seine ersten 18 Punktspiele im Seniorenbereich und erzielte neun Tore in der seinerzeit zweitklassigen Regionalliga Berlin. In der Folgesaison bestritt er 20 Punktspiele, in denen er 14 Tore erzielte, sowie zwei Pokalspiele, drei Spiele um den Aufstieg in die Bundesliga 1964/65 und zwei 1966/67.
Von 1968 bis 1974 war er für den Ligakonkurrenten Wacker 04 Berlin aktiv, für den er in diesem Zeitraum im vierten Anlauf und insgesamt 20 Spielen dazu beitrug, dass sich sein Verein für die Gruppe Nord der neugeschaffenen zweigleisigen 2. Bundesliga qualifizierte. In dieser Spielklasse bestritt er 31 Punktspiele, wobei er am 3. August 1974 (1. Spieltag) beim 1:1-Unentschieden im Heimspiel gegen Rot-Weiß Oberhausen debütierte. Ferner kam er in zwei Pokalspielen und in fünf von sechs Vorrundenspielen der Gruppe 2 im Wettbewerb um den DFB-Ligapokal 1972/73 zum Einsatz.

## Tod
Am 8. September 2024 verstarb Bernd Sobeck im Alter von 81 Jahren.

## Erfolge
- Meister Regionalliga Berlin 1965 (mit Tennis Borussia Berlin), 1972 (mit Wacker 04 Berlin)